# HD 2888
HD2888 є хімічно пекулярною зорею
спектрального класу
A0 й має видиму зоряну величину в
смузі V приблизно  6.7.
.

## Пекулярний хімічний вміст
Зоряна атмосфера HD2888 має підвищений вміст Si.